# Raúl Sendic Rodríguez
Raúl Fernando Sendic Rodríguez (Paysandú, 29 agosto 1962) è un politico uruguaiano.

## Biografia
Raúl Sendic Rodríguez è figlio di Nilda Rodríguez e di Raúl Sendic Antonaccio, fondatore e leader del movimento Tupamaros. 
Nelle elezioni presidenziali del 2014 il candidato alle presidenziali del Fronte Ampio Tabaré Vázquez lo candida a vice presidente per poi essere eletto il 30 novembre 2014 vicepresidente dell'Uruguay con il 56% dei voti. Assume la carica il 1º marzo 2015 assieme al presidente Vázquez.